# 涅帕市镇
涅帕市镇（俄语：Непское муниципальное образование）是俄罗斯联邦伊尔库茨克州卡坦加区所属的一个市镇。其下辖有4个居民点，行政中心为涅帕。据2016年统计，该市镇的人口为475人。